# Stanislav Svozil
Stanislav Svozil, född 17 januari 2003, är en tjeckisk professionell ishockeyback som spelar för Columbus Blue Jackets i National Hockey League (NHL).
Han har tidigare spelat för HC Kometa Brno i Extraliga och Regina Pats i Western Hockey League (WHL).
Svozil draftades av Columbus Blue Jackets i tredje rundan i 2021 års draft som 69:e spelare totalt.

## Statistik
| 2019–2020        | HC Kometa Brno        | Extraliga        | 41  | 2  | 3  | 5   | 8  | — | — | — | —  | — |
| 2020–2021        | HC Kometa Brno        | Extraliga        | 30  | 1  | 2  | 3   | 8  | 8 | 0 | 0 | 0  | 8 |
|                  | HC Zubr Přerov        | 1.chl            | 3   | 1  | 1  | 2   | 2  | — | — | — | —  | — |
| 2021–2022        | Regina Pats           | WHL              | 59  | 10 | 31 | 41  | 23 | — | — | — | —  | — |
| 2022–2023        | Columbus Blue Jackets | NHL              | 1   | 0  | 1  | 1   | 2  | — | — | — | —  | — |
|                  | Regina Pats           | WHL              | 56  | 11 | 67 | 78  | 24 | 7 | 4 | 9 | 13 | 0 |
| NHL totalt       | NHL totalt            | NHL totalt       | 1   | 0  | 1  | 1   | 2  | — | — | — | —  | — |
| Extraliga totalt | Extraliga totalt      | Extraliga totalt | 71  | 3  | 5  | 8   | 16 | 8 | 0 | 0 | 0  | 8 |
| WHL totalt       | WHL totalt            | WHL totalt       | 115 | 21 | 98 | 119 | 47 | 7 | 4 | 9 | 13 | 0 |

### Internationellt
| Källa: Uppdaterad: 2023-04-14 | Källa: Uppdaterad: 2023-04-14 | Källa: Uppdaterad: 2023-04-14 |         | Utv = Utvisningsminuter | Utv = Utvisningsminuter | Utv = Utvisningsminuter | Utv = Utvisningsminuter | Utv = Utvisningsminuter |
| År                            | Lag                           | Mästerskap                    | Matcher | Mål                     | Assists                 | Poäng                   | Utv                     |                         |
| ----------------------------- | ----------------------------- | ----------------------------- | ------- | ----------------------- | ----------------------- | ----------------------- | ----------------------- | ----------------------- |
| 2019                          | Tjeckien                      | Hlinka Gretzky                | 4       | 0                       | 0                       | 0                       | 6                       |                         |
| 2021                          | Tjeckien                      | JVM                           | 5       | 0                       | 1                       | 1                       | 16                      |                         |
| 2021                          | Tjeckien                      | U18-VM                        | 5       | 0                       | 1                       | 1                       | 6                       |                         |
| 2022                          | Tjeckien                      | JVM                           | 6       | 1                       | 2                       | 3                       | 29                      |                         |
| 2023                          | Tjeckien                      | JVM                           | 7       | 1                       | 7                       | 8                       | 0                       |                         |
| Junior totalt                 | Junior totalt                 | Junior totalt                 | 27      | 2                       | 11                      | 13                      | 57                      |                         |